# Batmantaş
Batmantaş ist ein Dorf im Landkreis Tokat der türkischen Provinz Tokat. Batmantaş liegt etwa 23 km südöstlich der Provinzhauptstadt Tokat. Batmantaş hatte laut der letzten Volkszählung 92 Einwohner (Stand Ende Dezember 2010). Die Bevölkerung besteht hauptsächlich aus Osseten.